# Karl Rosenthal (Politiker, 1775)
Karl Rosenthal (* 21. September 1775; † 18. November 1847), andere Schreibweise: Carl, war langjähriger Bürgermeister von Neustadt bei Magdeburg.
Rosenthal war als Schiffer und Kaufmann in Neustadt ansässig. Sein Sohn war der Regierungs-Baukondukteur (Regierungs-Baurat) Carl Albert Rosenthal (* 5. Mai 1801 in Magdeburg-Sudenburg; † 25. März 1879 in Magdeburg-Neustadt).
1811 wurde Rosenthal Bürgermeister der nördlich vor Magdeburg gelegenen selbständigen Landstadt Neustadt. Der Beginn seiner Amtszeit war von dem direkten Befehl Napoleons I. überschattet, fast zwei Drittel Neustadts niederzureißen, um der französisch besetzten Festung Magdeburg ein freies Schussfeld zu gewährleisten. Etwas weiter nördlich an der Chaussee von Magdeburg nach Barleben entstand ab 1812 als Ersatz für die zerstörten Gebäude die Neue Neustadt.
Rosenthal blieb bis 1846 und somit insgesamt 35 Jahre Bürgermeister der Neustadt mit ihren nunmehr zwei Ortsteilen. Er selbst lebte in der Neuen Neustadt. Um 1817 bewohnte er das Haus-Nummer 105 c (heutige Wedringer Straße) und um 1823 die Nummer 397 (heutige Mittagstraße). Eine gewisse Bekanntheit erreichte seine Enkelin Elisabeth Rosenthal als spätere Schuldirektorin in Magdeburg.
Zu Rosenthals Ehren wurde später eine zur Neuen Neustadt gehörende Straße als Rosenthalstraße benannt.